# Distretto di Nakonde
Il distretto di Nakonde è un distretto dello Zambia, parte della Provincia di Muchinga.
Il distretto comprende 13 ward:
- Chiwaza
- Ilonda
- Isunda
- Luchinde
- Mpande
- Mukulika
- Mulalo
- Musele
- Musyani
- Nakonde
- Ng'umba
- Old Fife
- Popomozi